# 卷料
卷筒料也稱為卷料，是長型、薄片狀的可撓式材料。常見的卷料有金屬箔、金属、纸、布、塑膠膜及金屬線。卷料的常見加工製程有鍍膜、镀层及層壓。
卷料的加工一般是透過幾個輥來進行，輥會帶著卷料行進，在過程中加工。各處理階段會將卷料打開，進行連續性的加工，再卷取成卷。其最終成品多半是薄片狀的材料。以卷筒料形式進行加工是因為經濟考量。卷筒料是連續的，不像薄片狀材料加工會有反覆啟動－停止的問題，因此可以用較快的速度進行加工。

## 相關製程
- 卷料加工：在許多的工業中會用到，包括印刷电路板製造、像是屋面材料（英语：Roofing material）之類的建築材料，以及制药工程中的药膏貼片。

- 卷料處理：是指用機器以最高速度處理卷料，達到最大產能及最小廢料。